# Zeleni čovek (strip)
Zeleni čovek je redovna epizoda strip serijala Marti Misterije premijerno objavljena u Srbiji u svesci #71. u izdanju Veselog četvrtka. Sveska je objavljena 16.5.2024. Koštala je 590 din (5 €; 5,5 $). Imala je 162 strane.

## Originalna epizoda
Originalna epizoda pod nazivom Il'uomo verde objavljena je premijerno u #349. regularne edicije Marti Misterije koja je u Italiji u izdanju Bonelija izašla 10.2.2017. Epizodu je nacrtao Đovani Romanini, a scenario napisali Alfrdo Kasteli i Enriko Loti. Naslovnu stranu nacrtao Đankarlo Alesandrini. Koštala je 6,3 €.

## Prethodna i naredna epizoda
Prethodna sveska Marti Misterije nosila je naziv Velika igra (#70), a naredna Deset plemena (#72).